# Liga Nacional de Vóley Femenino
La Liga Nacional de Vóley Femenino es la segunda categoría nacional del voleibol femenino argentino. Es organizada por la FeVA y otorga ascensos a la Liga Femenina de Voleibol Argentino y descensos a la Liga Federal Femenina de Voleibol Argentino.

## Historia
Desde 2018 el voley femenino argentino se estructuró en dos divisiones, la Liga Femenina como máxima categoría y la Liga Federal como torneo de ascenso. En 2024 la Federación de Voleibol Argentino anunció el paso a una estructura de tres categorías nacionales en la rama femenina, tal como existe en su contraparte masculina. Según el comunicado de la FeVA, a partir de 2025 la Liga Femenina sería rebautizada como Superliga, contando con los 14 mejores equipos de la edición 2024 más los dos ascensos de la Liga Federal del mismo año. La segunda categoría sería ahora conocida como Liga Nacional Femenina, y estaría compuesta por los equipos que ocuparon del 3° al 16° lugar en la Liga Federal 2024, más la Selección Argentina Juvenil y el descendido de la LAF.En julio de 2024 la FeVA emitió un nuevo comunicado en el que mantienen la nueva estructura de tres categorías pero manteniendo el nombre de Liga Argentina Femenina para la divisional superior, Liga Nacional Femenina para la segunda categoría, y Liga Federal para la tercera.
En julio de 2024 se anunciaron más precisiones, como que los clubes clasificados para la primera edición del certamen serían aquellos que participaron en la edición 2024 de la Liga Federal y que no hubiesen logrado el ascenso a la Liga Femenina. En septiembre, por su parte, se confirmó la modalidad de disputa (dos zonas de ocho equipos y luego play-offs eliminatorios), y posteriormente se dio a conocer que el torneo se disputaría íntegramente en una sola sede, el Club Atlético San Isidro de San Francisco (Córdoba) entre el 15 y el 27 de febrero de 2025.
En febrero de 2025 se realizó la primera edición del certamen, donde el club San Isidro se consagró campeón, consiguiendo el ascenso a la máxima categoría junto con Bahiense del Norte. Por tratarse de la primera temporada, la FeVA confirmó que no habría ningún descenso.

## Equipos participantes
Zona 1:
- Club Bell (Córdoba)
- Salta Vóley (Salta)
- La Armonía (Colón, Entre Ríos)
- San Isidro (Córdoba)
- Gimnasio y Tiro (Salta)
- Glorias Argentinas
- Club Brujas (Misiones)

Zona 2:
- Club A. Unión (Santa Fe)
- Bahiense del Norte (Bahía Blanca)
- Universitario (Córdoba)
- Echagüe (Paraná, Entre Ríos)
- Municipal San Carlos (Mendoza)
- Tucumán de Gimnasia (Tucumán)
- Selección Argentina Juvenil

## Historial
| Temporada    | Campeón         | Final | Subcampeón         | Tercero   | Cuarto              |
| ------------ | --------------- | ----- | ------------------ | --------- | ------------------- |
| 2025 Detalle | C.A. San Isidro | 3-0   | Bahiense del Norte | C.A. Bell | Tucumán de Gimnasia |